# Aholming
Aholming ist eine Gemeinde im niederbayerischen Landkreis Deggendorf in der Region Donau-Wald.

## Gemeindegliederung
Die Gemeinde hat 14 Gemeindeteile (in Klammern ist der Siedlungstyp angegeben):
- Aholming (Pfarrdorf)
- Breitfeld (Dorf)
- Garnschwaig (Einöde)
- Isarau (Dorf)
- Kühmoos (Dorf)
- Moosmühle (Weiler)
- Neutiefenweg (Dorf)
- Penzling (Kirchdorf)
- Probstschwaig (Dorf)
- Rauchschwaig (Einöde)
- Schwarzwöhr (Weiler)
- Tabertshausen (Kirchdorf)
- Tabertshauserschwaig (Dorf)
- Thannet (Weiler)

## Geschichte

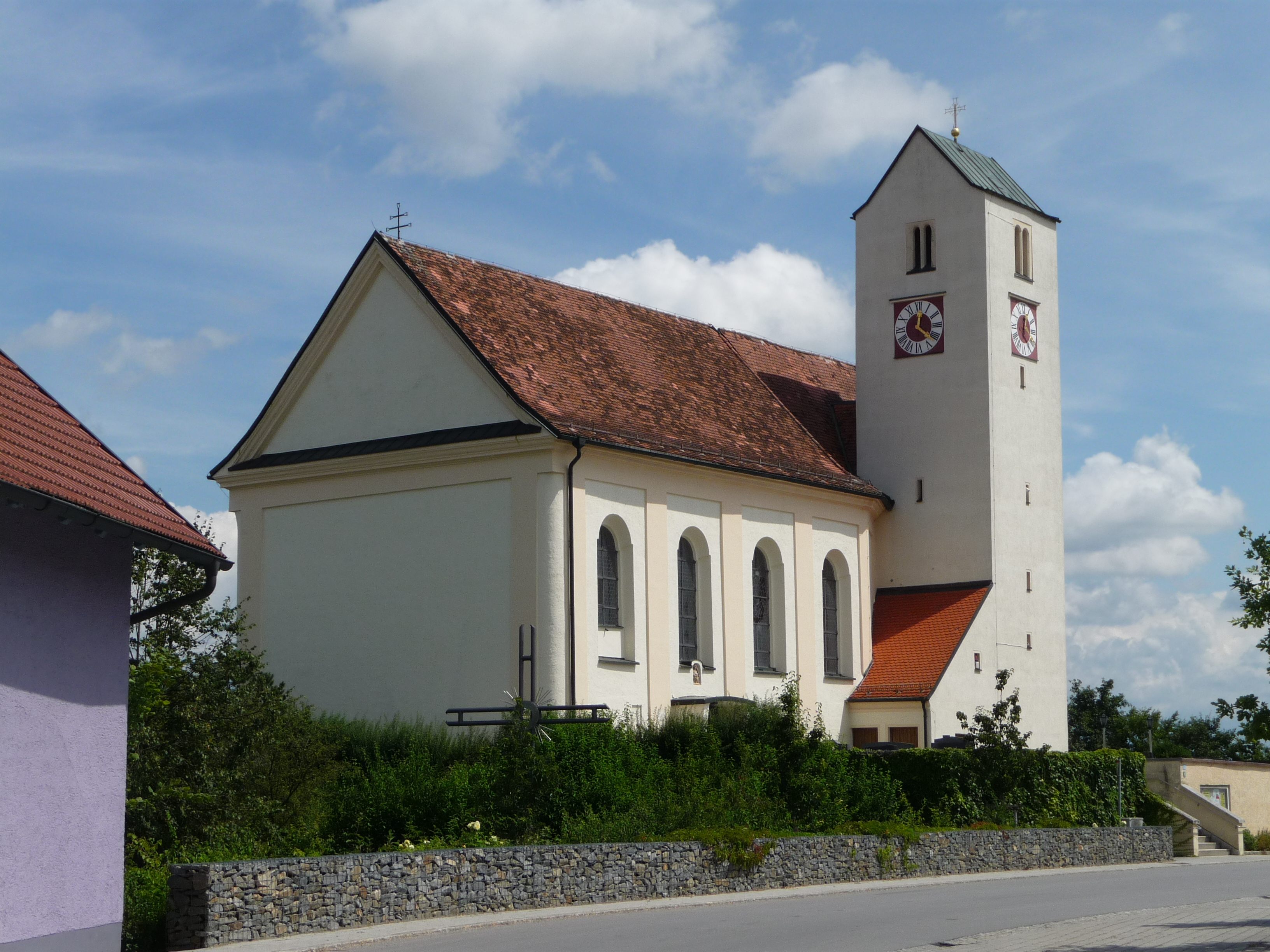
Pfarrkirche St. Stephanus

### Bis zur Gemeindegründung
Bereits aus der Steinzeit und der Bronzezeit liegen Funde um Aholming vor. 1112 erfolgt eine erste urkundliche Erwähnung des Ortes im Personennamen „Walchoun de Auhalmingen“. Der Ortsname geht auf den althochdeutschen Personennamen Authelm zurück. Die moderne Schreibweise ist seit der Mitte des 15. Jahrhunderts belegt. Schon frühzeitig wurde der Ort Hofmark des Hochstifts Passau.
Um die Mitte des 13. Jahrhunderts kam Aholming in den Besitz der Wittelsbacher. Im zweiten Herzogsurbar um 1280 erscheinen die Vogteien Aholming und Penzling bereits unter dem Gericht Hengersberg. Der Letzte des namengebenden Geschlechtes, Heinrich von Ahalming, wurde 1312 erwähnt. Von 1363 bis 1413 waren die Chamerauer Herren über Aholming. 1413 kaufte es Ritter Heinrich Notthafft von Wernberg den Chamerauern ab. Über 300 Jahre regierten dann die Notthafft über Aholming.
1553 erhielten die Inhaber der Herrschaft Aholming von Kaiser Karl V. das Recht, Bier zu brauen und Jahrmärkte abzuhalten. Aholming gehörte zum Rentamt Landshut und zum Landgericht Natternberg des Kurfürstentums Bayern.
Johann Heinrich Notthafft Graf von Wernberg starb 1734. Die Herrschaft Aholming wurde für heimgefallen erklärt. Am 23. Dezember 1745 verlieh Kurfürst Maximilian III. Joseph das Aholminger Lehen an Johann Franz de Paula Graf von Preysing. Die Preysing ließen das Schloss Isarau samt Schlosskapelle im Jahr 1791 abreißen, lediglich der Torturm blieb erhalten.

### 19. Jahrhundert
1821 wurde die Gemeinde Aholming gebildet. Bis zum 21. November 1848 unterstand sie noch der Patrimonialgerichtsbarkeit der Grafen Preysing zu Moos.

### 21. Jahrhundert
Im Gemeindegebiet befand sich der Sender Aholming, eine 2018 rückgebaute Langwellensendeanlage des Deutschlandfunks.

### Eingemeindungen
Im Zuge der Gebietsreform in Bayern wurde am 1. Oktober 1971 wurde die Gemeinde Neutiefenweg eingegliedert.

### Einwohnerentwicklung

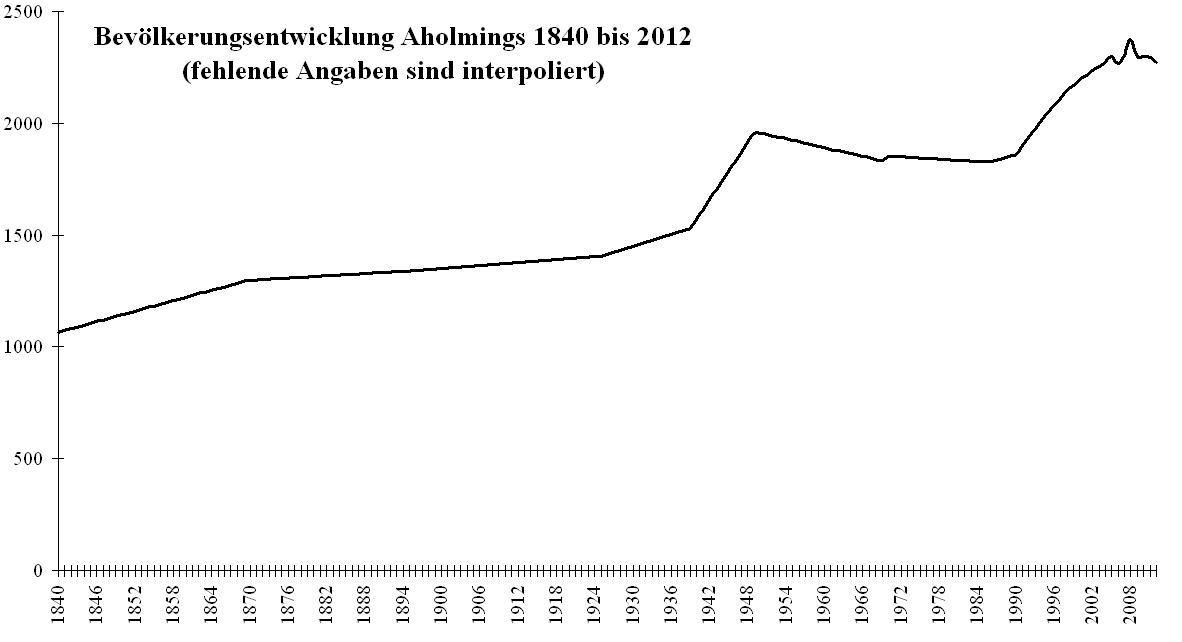
Bevölkerungsentwicklung Aholmings

Im Zeitraum 1988 bis 2018 wuchs die Gemeinde von 1879 auf 2238 um 359 Einwohner bzw. um 19,1 %.
- 1961: 1774 Einwohner
- 1970: 1853 Einwohner
- 1987: 1882 Einwohner
- 1991: 1922 Einwohner
- 1995: 2043 Einwohner
- 2000: 2184 Einwohner
- 2005: 2363 Einwohner
- 2010: 2297 Einwohner
- 2015: 2298 Einwohner
- 2020: 2287 Einwohner[5]

## Politik

### Gemeinderat

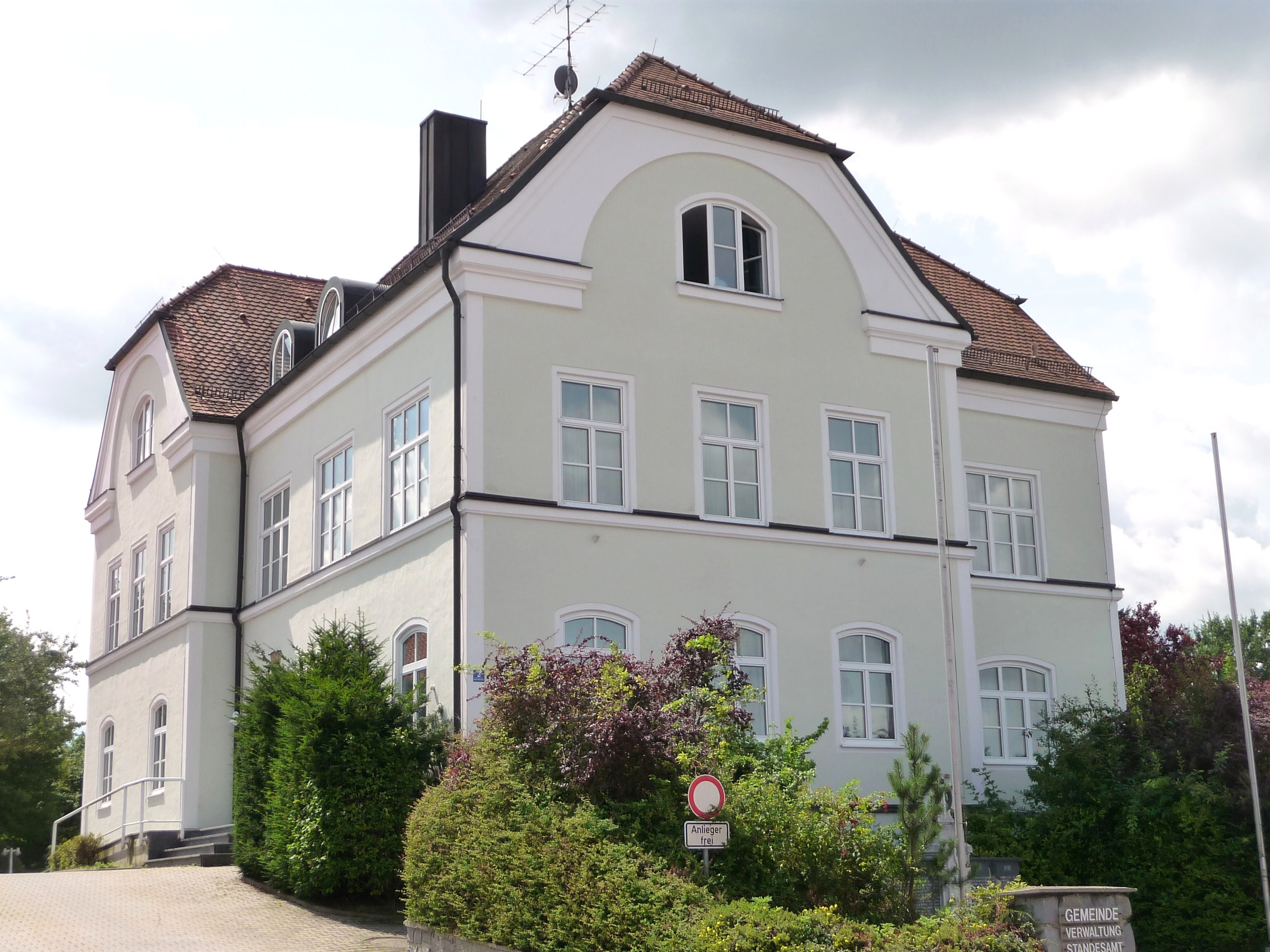
Das Rathaus

Die Kommunalwahlen von 2020 und 2014 ergaben folgende Sitzverteilung (in Klammern das Wahlergebnis in Prozent):
|      | CSU        | FWG        | Gesamt |
| 2020 | 8 (55,6 %) | 6 (44,3 %) | 14     |
| 2014 | 8 (58,1 %) | 6 (41,9 %) | 14     |

### Parteien
In der Gemeinde existieren ein Ortsverein der CSU unter Vorsitz von Herbert Gerl sowie eine Ortsgruppe der Freien Wähler unter Vorsitz von Theresia Friedberger. Im November 2007 wurde eine weitere unabhängige Wählervereinigung mit dem Namen Bürgerblock Aholming unter Führung von Martin Betzinger gebildet. Die Gründung eines SPD-Ortsvereins scheiterte, da sich nur vier der dafür nötigen sieben Gründungsmitglieder gefunden haben.

### Bürgermeister
Erster Bürgermeister ist seit 1. Mai 2008 Martin Betzinger (Bürgerblock Aholming); er wurde am 15. März 2020 mit 55,52 % der Stimmen für weitere sechs Jahre im Amt bestätigt. Zweiter Bürgermeister ist Thomas Reichl (CSU).

### Wappen
|  | Blasonierung: „In Gold ein mit einem erniedrigten blauen Balken belegter, steigender roter Wolf.“ |
|  |                                                                                                   |

## Bauwerke
- Pfarrkirche St. Stephanus, Aholming, mit spätgotischem Turm (um 1500) und prachtvollem Hochaltar
- Schloss Aholming

## Wirtschaft und Infrastruktur
2017 gab es in der Gemeinde 262 sozialversicherungspflichtige Arbeitsplätze. Von der Wohnbevölkerung standen 1041 Personen in einem versicherungspflichtigen Beschäftigungsverhältnis. Damit war die Zahl der Auspendler um 779 Personen größer als die der Einpendler. 20 Einwohner waren arbeitslos. 2016 gab es 46 landwirtschaftliche Betriebe.

### Medien
- Aholming ist Standort eines medienproduzierenden Audio-/Video-Studios.
- Media Broadcast betrieb in Aholming einen Langwellensender des Deutschlandfunks (207 kHz, 500 kW). Die beiden jeweils 265 m hohen Sendemasten wurden im April 2018 gesprengt.

### Bildung
Im Jahr 2018 gab es folgende Einrichtungen:
- Kindertageseinrichtung mit 95 genehmigten Plätzen und 54 Kindern
- Grundschule mit vier Klassen, vier Lehrern und 82 Schülern

## Persönlichkeiten
- Hans Riedl (1892–1962), Kommunalpolitiker (CSU), Oberbürgermeister der Stadt Passau (1948)